# Nekosine
Nekosine su naseljeno mjesto u općini Čajniču, Republika Srpska, BiH. Nalaze se istočno od Borajnog, sjeverozapadno od Kamena i jugozapadno od Slatine i izvora rječice Mrkve.
Godine 1985. pripojene su s naseljima Gramusovićima, Makotićima, Umčarima i Vidobarama u novo naselje Borajno (Sl. list SRBiH 24/85).

## Stanovništvo
| Narod     | Popis 1961. | Popis 1971. | Popis 1981. |
| --------- | ----------- | ----------- | ----------- |
| Hrvati    |             |             |             |
| Muslimani | 33          | 7           | 8           |
| Srbi      | 72          | 43          | 27          |
| ostali    | 1           |             |             |
| Ukupno    | 106         | 50          | 35          |